# Rudolf von Hoegen
Rudolf von Hoegen (* 1937) ist ein Jurist, wurde im April 1991 Präsident des Militärischen Abschirmdienstes (MAD) und dessen erster ziviler Leiter.

## Leben
Seine berufliche Karriere begann der promovierte Jurist von Hoegen zunächst als Verwaltungsbeamter. Aus dem Bundesministerium des Innern wechselte er in Verwendungen bei verschiedenen deutschen Nachrichtendiensten.
Ab 1976 leitete Hoegen im Amt eines Direktores die Abteilung V (Geheimschutz) beim Bundesamt für Verfassungsschutz, ab dem 1. März 1980 die Abteilung IV (Spionageabwehr), ab Anfang 1981 die Abteilung I (Grundsatz) und schließlich von Februar 1982 bis zum 30. Oktober 1983 wieder die Abteilung IV.
Danach begann von Hoegen eine neue Tätigkeit als erster Direktor beim Bundeskriminalamt, wo er in Meckenheim die Abteilung Staatsschutz und Sicherungsgruppe Bonn leitete.
1985 wurde er aufgrund des wegen der Kießling-Affäre des MAD in Auftrag gegebenen Höcherl-Berichts, der eine vermehrte Verwendung von Zivilisten im MAD gefordert hatte, dorthin versetzt, wo er ziviler Stellvertreter des militärischen Amtschefs Hubertus Senff wurde. Ab 1991 bis zu seiner Zurruhesetzung 2003 war von Hoegen Präsident des MAD. Seine Versuche, die Kompetenzen des MAD auch auf Auslandsaufklärung auszudehnen, scheiterten zum Ende der Amtszeit von Hoegens hin am Widerstand des BND.
Er ist Mitbegründer des 2003 gegründeten „Gesprächskreis Nachrichtendienste in Deutschland“ (GKND) aus ehemaligen hochrangigen Mitarbeitern der deutschen Nachrichtendienste und gehört dessen Beirat an. 2008 war er Vizevorsitzender des Beirates.
Von Hoegen ist Mitglied der CDU und nahm in ihr kleinere Funktionen wahr.